# Dorsale Morozumi
La dorsale Morozumi è una catena montuosa situata nella regione nord-occidentale della Dipendenza di Ross, nell'entroterra della costa di Oates, in Antartide. La dorsale Morozumi, che fa parte della catena dei monti Transantartici, è orientata in direzione nord/sud, nella quale si estende per circa 46 km, arrivando a una larghezza massima di circa 15 km, ed è costeggiata a est dal ghiacciaio Rennick, che la separa dai monti Bowers, a ovest da una spianata nevosa che la separa dai colli Helliwell e a nord dal punto di incontro tra i ghiacciai Rennick e Gressitt.
Diverse ricerche hanno mostrato che la catena, che arriva a un'altezza massima di 1925 m s.l.m., mostra ancora i segni delle diverse fluttuazioni che ha avuto il livello del ghiacciaio Rennick, tanto che si è potuto scoprire che circa 4,2 milioni di anni fa, durante la cosiddetta "glaciazione Evans", avvenuta nel Pliocene, il ghiacciaio ricopriva l'intera dorsale tranne i picchi più alti.

## Storia
L'intera formazione è stata mappata per la prima volta dallo United States Geological Survey grazie a fotografie aeree scattate dalla marina militare statunitense (USN) nel periodo 1960-62 e a ricognizioni terrestri effettuate da spedizioni statunitensi e neozelandesi negli anni 1960. Essa è stata poi così battezzata dal Comitato consultivo dei nomi antartici in onore di Henry M. Morozumi, uno scienziato dell'aurora che soggiornò alla base Amundsen-Scott nel 1960 e alla stazione Byrd nel 1963.